# Pierre Gauthier (Segler)
Pierre Gauthier (* 21. Januar 1879 in Paris; † nach 1924) war ein französischer Segler.

## Erfolge
Pierre Gauthier, der Mitglied des Cercle de la voile de Paris war, nahm an den Olympischen Spielen 1924 in Paris in der 8-Meter-Klasse als Crewmitglied der französischen Yacht Namousse teil. Die Namousse erreichte als eines von drei Booten das Finale der in Le Havre stattfindenden Regatta und erzielte dort wie das von Ernest Roney angeführte britische Boot Emily fünf Punkte hinter den Olympiasiegern aus Norwegen auf der Béra, die beide Finalläufe gewannen. Im Stechen um die Silbermedaille setzten sich die Briten schließlich gegen die Namousse durch, womit Gauthier und die übrigen Crewmitglieder Robert Girardet, André Guerrier und Georges Mollard sowie Skipper Louis Charles Breguet die Bronzemedaille erhielten.